# Wspólnota administracyjna Windach
Wspólnota administracyjna Windach – wspólnota administracyjna (niem. Verwaltungsgemeinschaft) w Niemczech, w kraju związkowym Bawaria, w rejencji Górna Bawaria, w regionie Monachium, w powiecie Landsberg am Lech. Siedziba wspólnoty znajduje się w miejscowości Windach. Powstała 1 maja 1978 w wyniku reformy administracyjnej.
Wspólnota administracyjna zrzesza trzy gminy wiejskie (Gemeinde): 
- Eresing, 1 841 mieszkańców, 14,22 km²
- Finning, 1 661 mieszkańców, 23,33 km²
- Windach, 3 714 mieszkańców, 24,82 km²